# Keratoisididae
Die Keratoisididae sind eine Familie der Achtstrahligen Korallen (Octocorallia), die weltweit in tiefen Bereichen der Meere vorkommt.

## Merkmale
Wie fast alle Oktokorallen bilden die Arten der Familie Keratoisididae Kolonien, die aus vielen Einzelpolypen mit jeweils acht Tentakeln bestehen. Die Kolonien sind aufrecht stehend, unverzweigt oder mehr oder weniger buschig verzweigt. An hartem Substrat bilden sie eine Haftscheibe mit einem hohen Calciumcarbonat-Anteil aus, in weichem Sediment verankern sie sich mit einem wurzelähnlichen Haftorgan. Sie besitzen eine gegliederte Skelettachse in der sich normalerweise hohle oder massive Internodien aus nicht-skleritischem Calciumcarbonat und proteinhaltige, keine Sklerite enthaltende Knoten immer wieder abwechseln. Die jüngeren Teilen der Kolonie können flexibel sein. Die Kolonien können sich sowohl an den Internodien als auch an den Knoten verzweigen. Die monomorphen Polypen können sich nicht zurückziehen aber zusammenziehen. Die Sklerite der Polypen haben die Form von Nadeln, Spindeln, Stäbchen oder Schuppen und sind längs oder schräg entlang des Polypenkörpers angeordnet. Bei vielen Arten ragen eine oder mehrere nadelförmige Sklerite zwischen den Tentakeln hervor. Im Coenenchym sind die Sklerite ähnlich geformt aber kleiner. Normalerweise sind im Mund und im oberen Gastralbereich ebenfalls Sklerite vorhanden, darunter höckerige oder stachelige Stäbchen und Doppelsterne. Die Arten der Familie Keratoisididae leben nicht mit Zooxanthellen in einer Endosymbiose und sind deshalb vollständig auf planktonische Nahrung angewiesen.

## Gattungen
Zur Familie Keratoisididae gehören neun Gattungen:
- Acanella Gray, 1870
- Bathygorgia Wright, 1885
- Cladarisis Watling, 2015
- Eknomisis Watling & France, 2011
- Isidella Gray, 1857
- Jasonisis Alderslade & McFadden, 2012
- Keratoisis Wright, 1869
- Lepidisis Verrill, 1883
- Orstomisis Bayer, 1990

In der Familie gibt es noch einige weitere Kladen, deren Beschreibung als eigenständige Gattungen in der Zukunft zu erwarten ist.

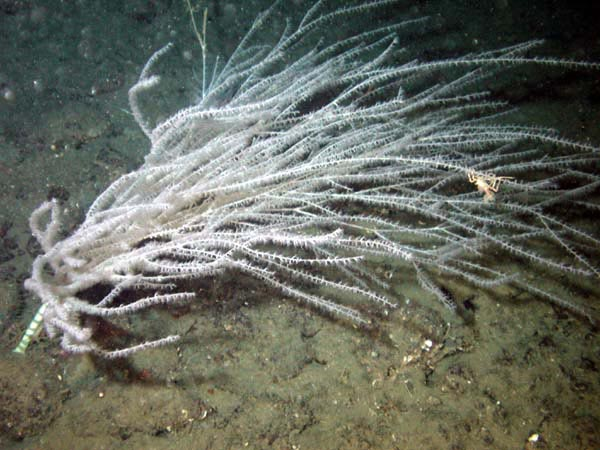
Acanella sp.
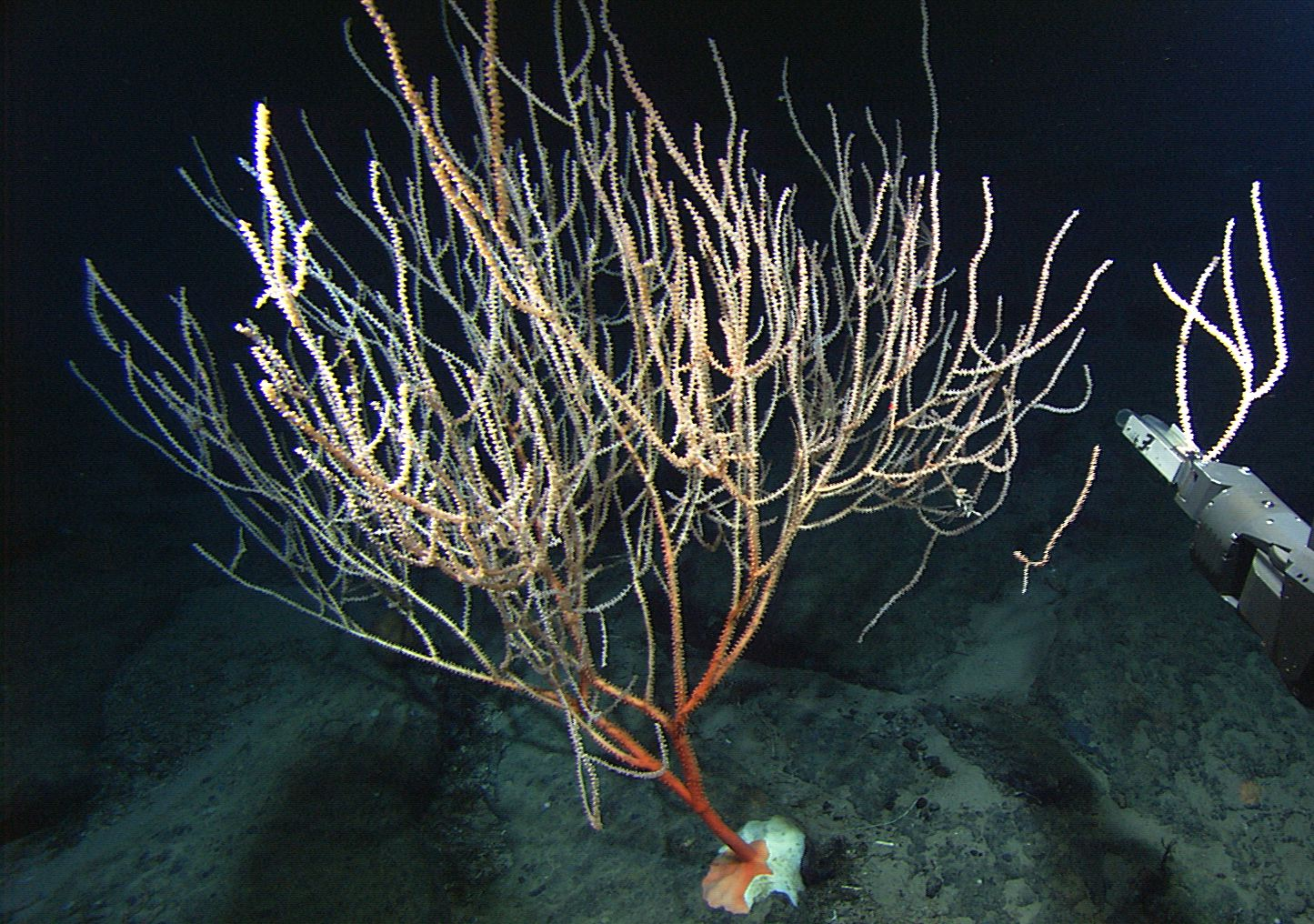
Eknomisis dalioi
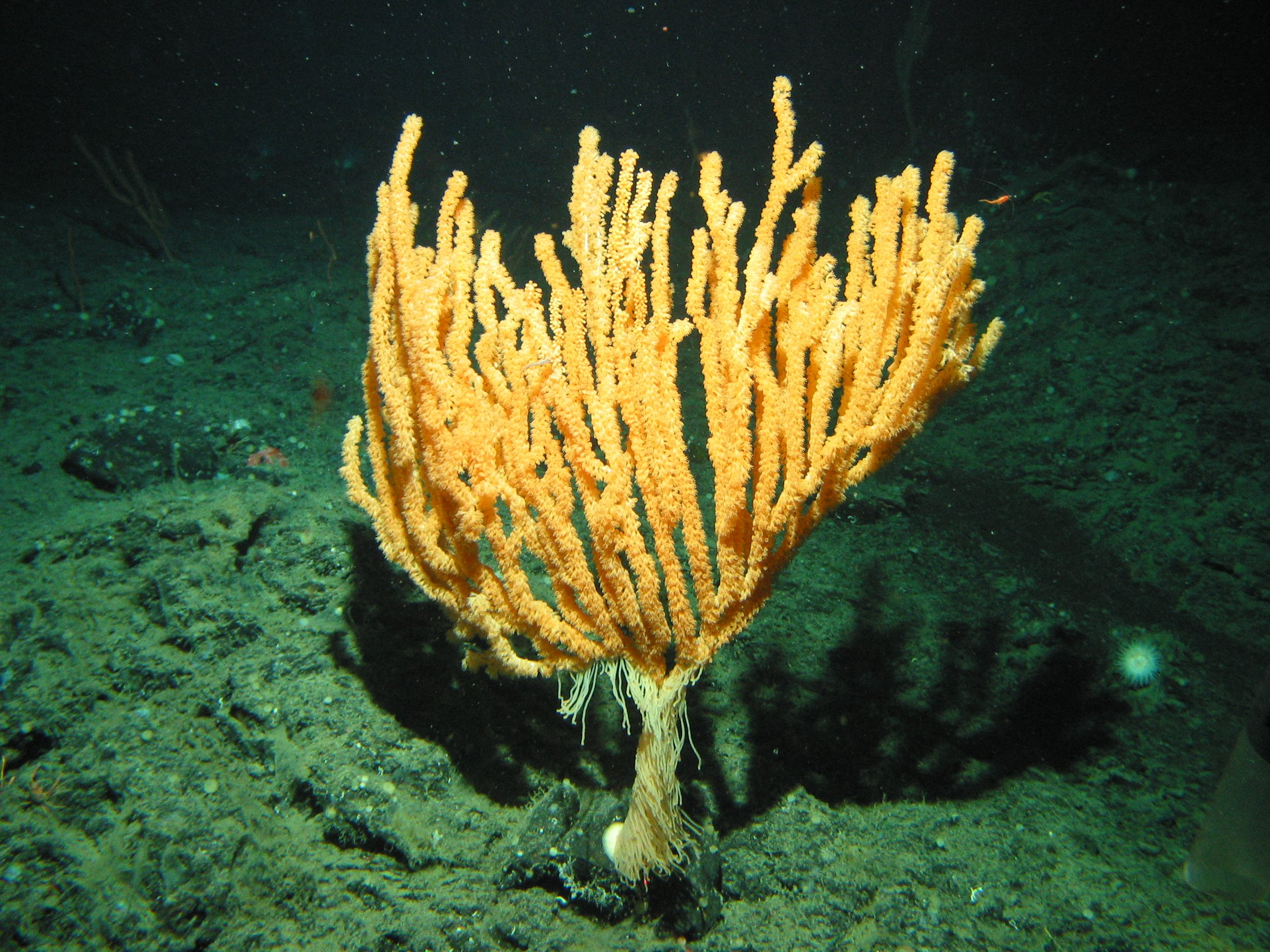
Isidella tentaculum
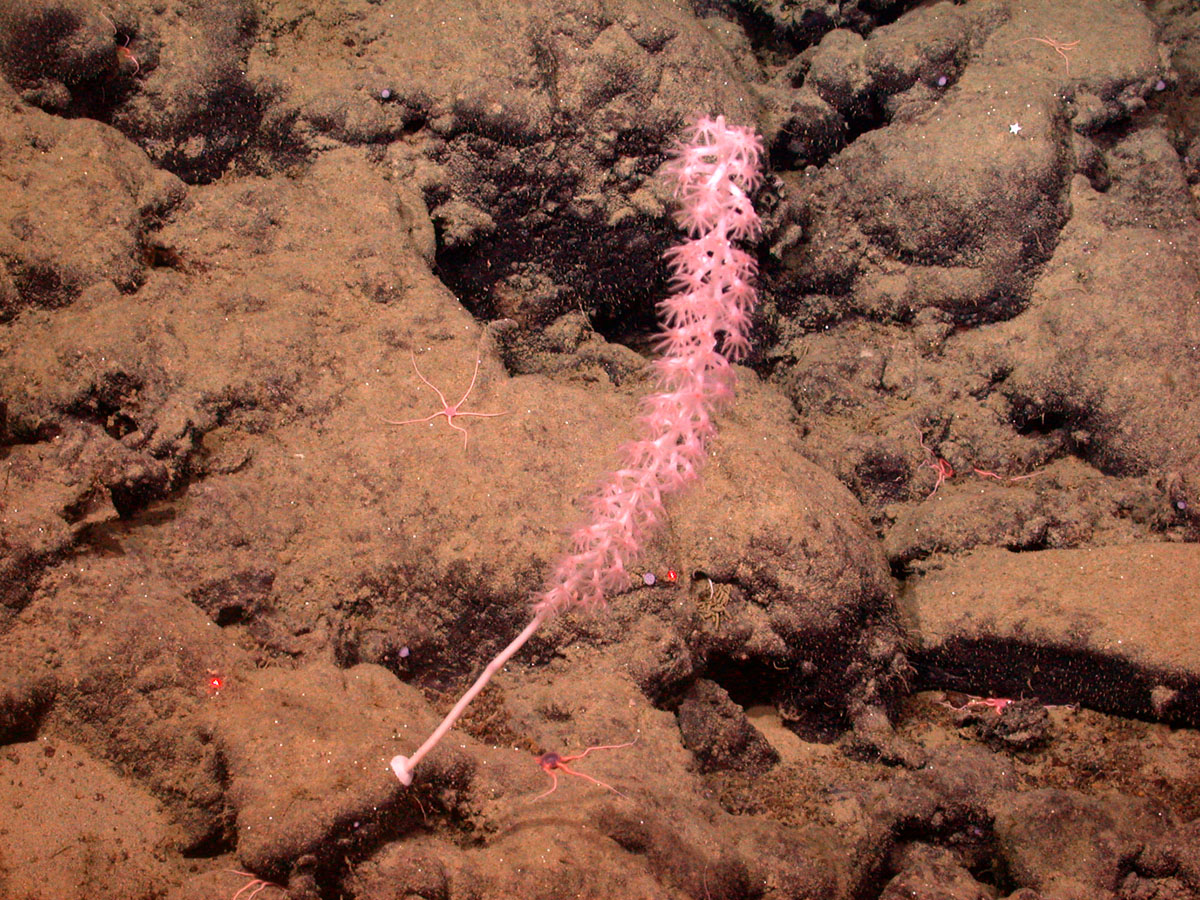
Lepidisis sp.